# Caroline Pichler

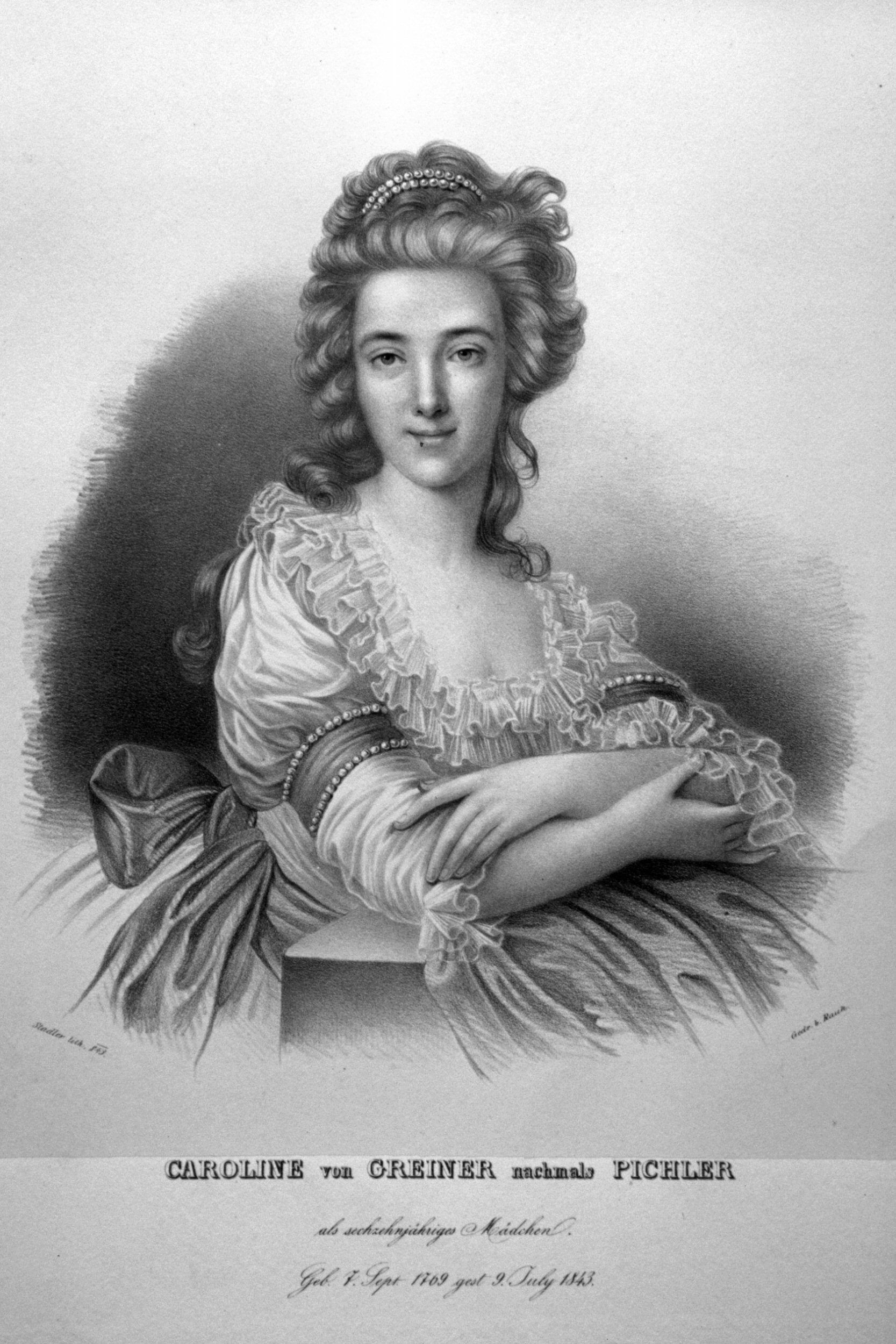
Caroline Pichler, Lithographie von Johann Stadler, 1843

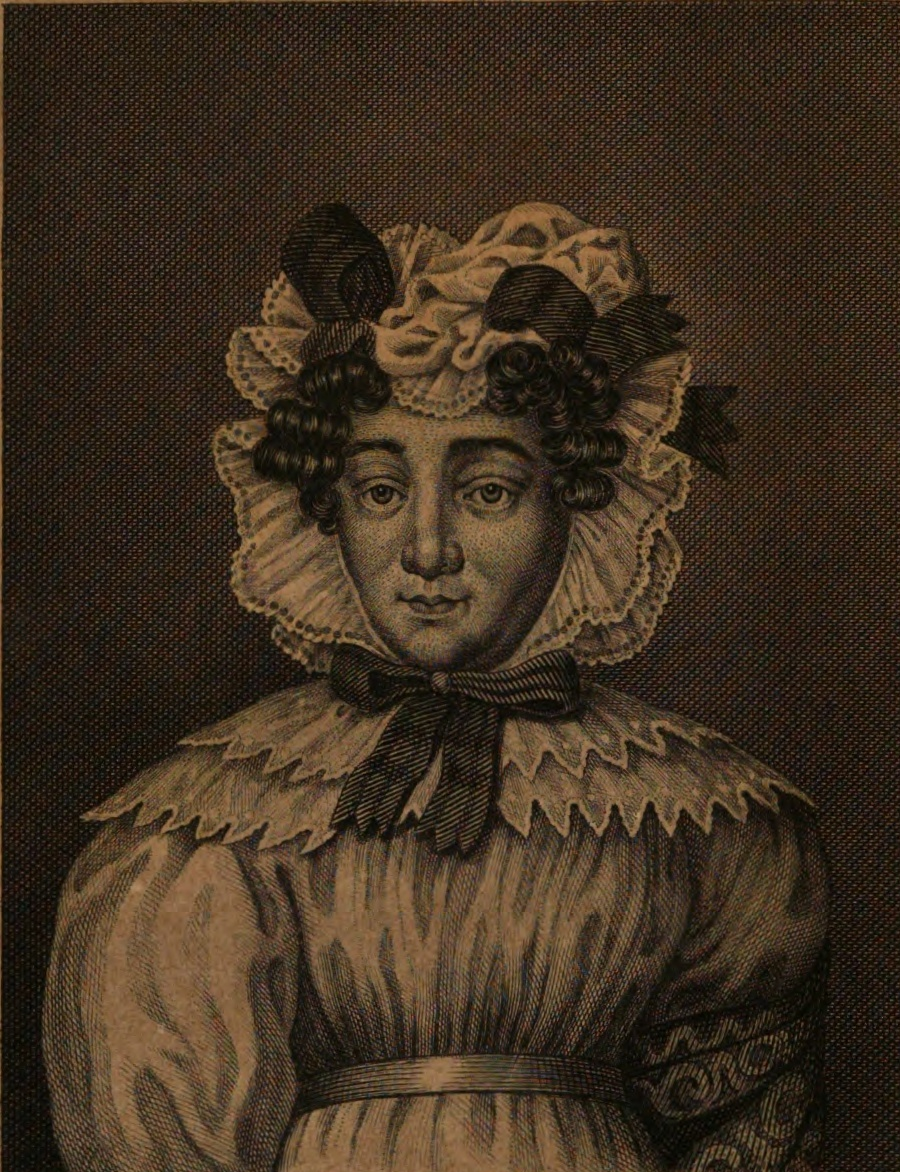
Porträt aus: Anthologie aus den sämmtlichen Werken von C. Pichler (»Familien-Bibliothek der deutschen Classiker«, Hildburghausen & Amsterdam : Bibliographisches Institut, Bd. 95.1844)

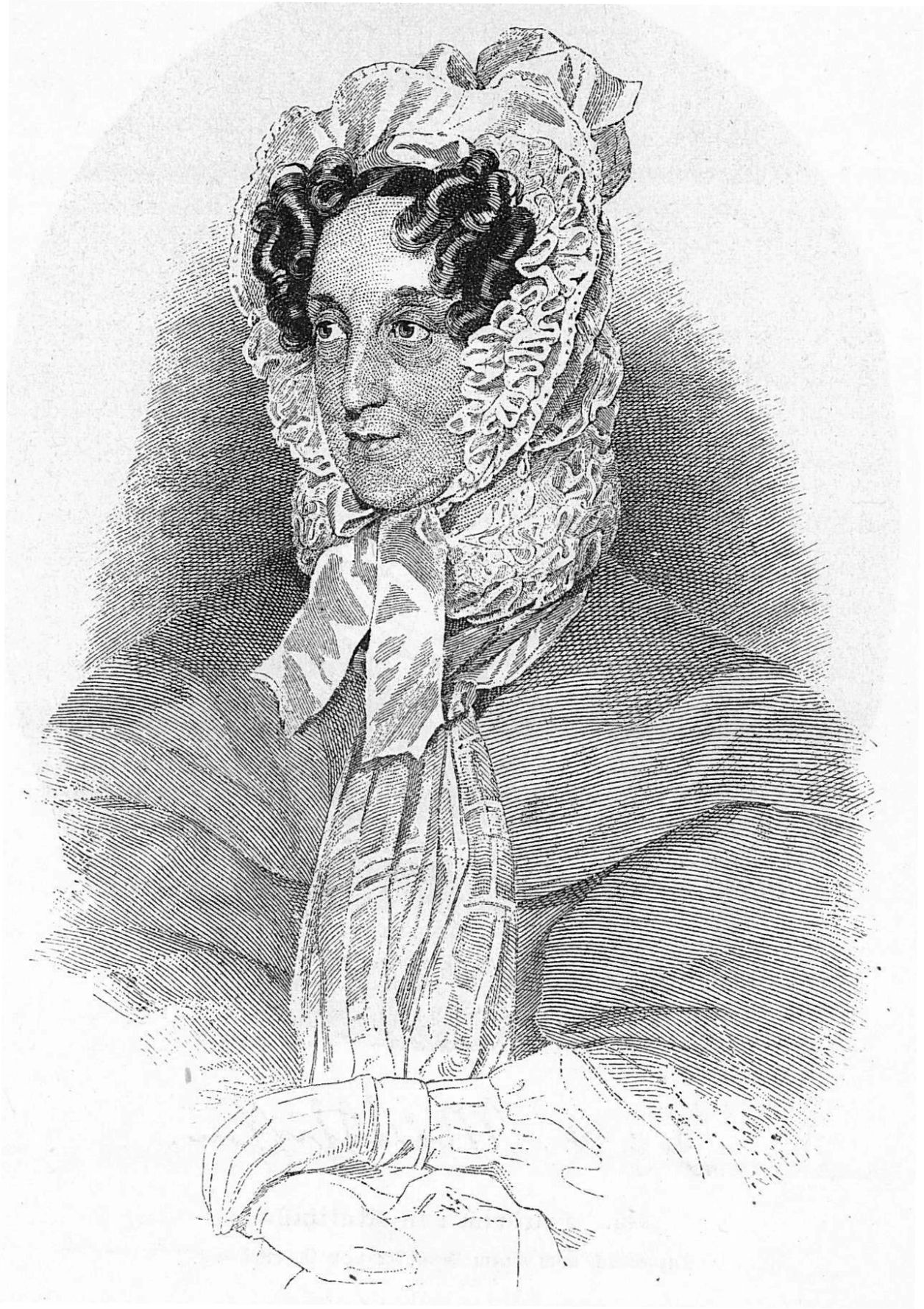
Karoline Pichler

Caroline Pichler (auch: Karoline; * 7. September 1769 in Wien; † 9. Juli 1843 in Wien) war eine österreichische Schriftstellerin, Lyrikerin, Kritikerin und Salonnière.

## Leben
Caroline Pichler war die Tochter des Hofrates Franz Sales von Greiner (1732–1798) und der Charlotte (Karoline) Hieronymus (1740–1815), Kammerzofe und Vorleserin der Kaiserin Maria Theresia. Ihr Schwager war Anton Pichler (1770–1823), ein bekannter Buchhändler und Verleger, bei dem auch einige ihrer Bücher erschienen. Im künstlerisch begabten Elternhaus erhielt sie wie ihr Bruder eine gründliche Ausbildung (darunter auch Naturwissenschaften, Religions- und Mythenkunde), lernte mehrere Sprachen (Latein, Französisch, Italienisch, Englisch), erhielt Gesangs- und Klavierunterricht und war bekannt mit Mozart und Haydn.
Sie heiratete im Jahre 1796 den Regierungssekretär Andreas Pichler (1764–1837). Das Paar hatte eine Tochter Karoline (* im Jänner 1798; † 24. April 1855); diese heiratete den Appellationsgerichtsrat Joseph Edlen von Pelzeln (* 1784; † 23. März 1832). Unter den Enkelkindern waren der Ornithologe August von Pelzeln sowie die Schriftstellerinnen Marie von Pelzeln (pseud. Emma Franz) und Fanny von Pelzeln (pseud. Henriette Franz).

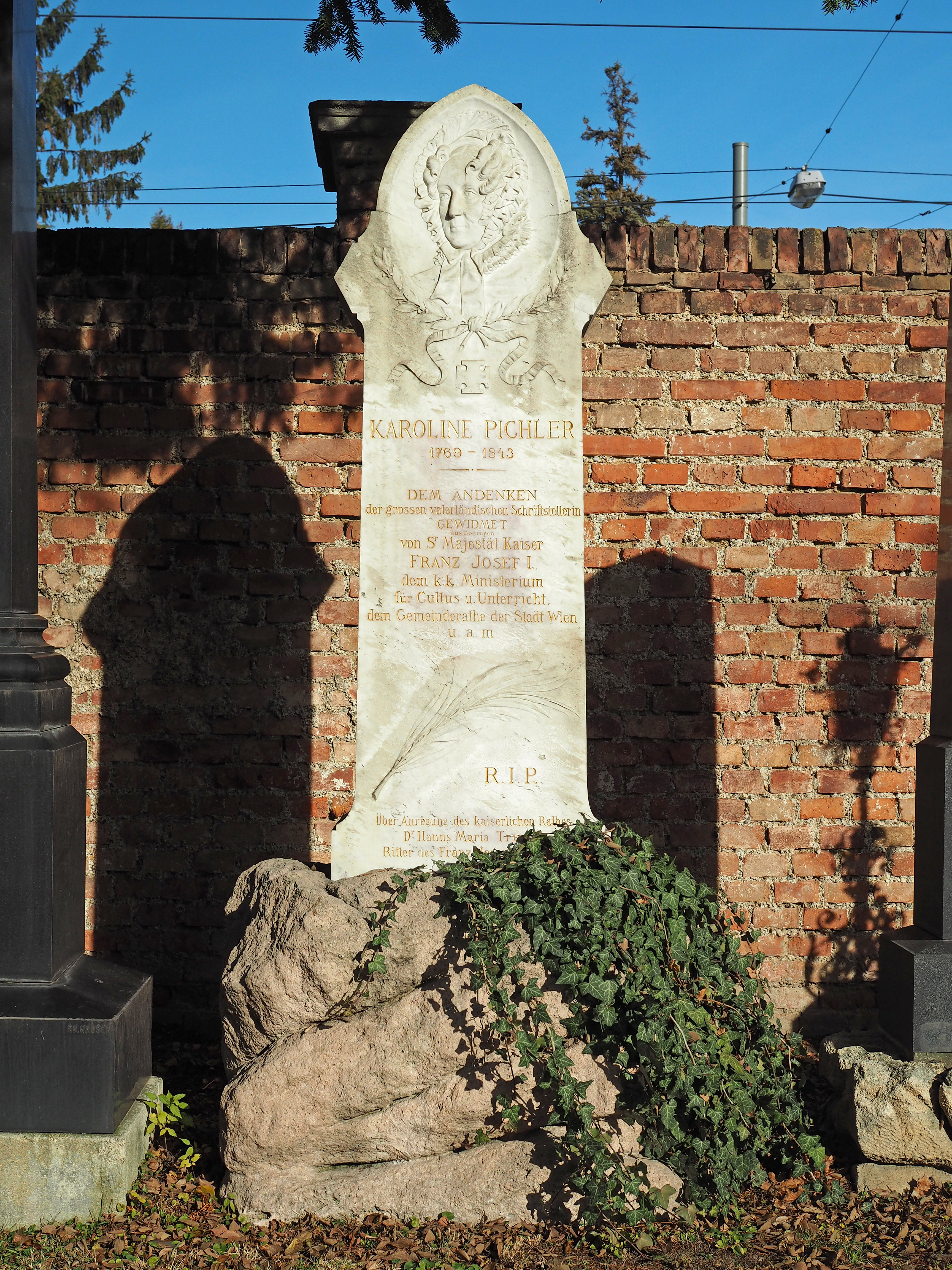
Grabstätte von Caroline Pichler auf dem Wiener Zentralfriedhof

Caroline Pichler schrieb Romane, Erzählungen, Dramen und Gedichte. Bereits ihr Erstlingswerk „Gleichnisse“ von 1799 war erfolgreich. Sie zählt zu den bekanntesten, meistgelesenen und produktivsten deutschsprachigen Autorinnen im ersten Drittel des 19. Jahrhunderts.
Berühmt wurde Pichler hauptsächlich durch ihre historischen Romane, insbesondere den Agathocles, für den sie sogar ein Grußschreiben von Goethe erhielt. Sie gilt ferner als maßgebliche Unterstützerin der Slavica im Habsburgerreich.
Seit 1807 veröffentlichte sie Beiträge im Morgenblatt für gebildete Stände. Mit ihrer Mitautorin Therese Huber hielt sie einen längeren Briefwechsel.
Neben ihren literarischen Aktivitäten führte sie auch den literarischen Salon ihrer Eltern fort. Solche Salons galten zu dieser Zeit als die wichtigsten Veranstaltungen ihrer Art in Wien. Frühe Stammgäste waren etwa die Brüder Heinrich Joseph und Matthäus von Collin, Joseph von Hormayr und Joseph von Hammer-Purgstall, später Therese von Artner, Johanna Franul von Weißenthurn, Marie Elisabeth Zay von Csömör, Zacharias Werner sowie die Brüder August Wilhelm und Friedrich von Schlegel. Neben diesen verkehrten bei ihr auch Franz Grillparzer, Franz Schubert, Theodor Körner, Johann Ludwig Tieck und Anton Prokesch von Osten. Sie war ferner bekannt mit Adam Oehlenschläger, Germaine de Staël, Karoline von Woltmann, Wilhelm von Humboldt und Henriette Herz. Mit Dorothea Schlegel verband sie eine 30-jährige Freundschaft.
Ihre letzten Lebensjahre verbrachte sie nach dem Tod ihres Mannes († 1837) im Haushalt ihrer seit 1832 verwitweten Tochter, während ihr Ruhm als Schriftstellerin rasch verblasste und sie öfters Geldsorgen hatte. Nach einer im Mai 1843 ausgebrochenen Krankheit starb sie im Juli an Altersschwäche. Ohne nähere Angaben zu den Umständen wurde verschiedentlich ein Suizid behauptet. Sie ruht gemeinsam mit ihrem Gatten und ihrer Mutter (deren Namen auf dem Grab fehlen) in einem Ehrengrab auf dem Wiener Zentralfriedhof (Gruppe 0, Reihe 1, Nummer 27). Im Jahr 1883 wurde in Wien-Alsergrund (9. Bezirk) die Pichlergasse nach ihr benannt.

## Werke
- Gleichnisse (1800)
- Idyllen (1803, Digitalisat)
- Leonore. Gemälde aus der großen Welt (2 Bände, 1804)
- Ruth, 1805
- Agathocles. Brief-Roman aus der Antike (3 Bände, 1808) Band 1 Band 3
- Frauenwürde (Roman, 4 Bände 1808. Neu aufgelegt: Frauenwürde. Von Caroline Pichler, gebornen von Greiner. Erster Theil / Zweiter Theil. Reutlingen: Fleischhauer und Spohn 1820. Teil 4) Band 1
- Die Grafen von Hohenberg (Roman, 2 Bände, 1811) Band 1, Band 2
- Erzählungen (2 Bände, 1812)
- Biblische Idyllen (1812)
- Olivier (Roman, 1812, Digitalisat)
- Germanicus: ein Trauerspiel in fünf Aufzügen (1813, Digitalisat)
- Gedichte (I, 1814)
- Dramatische Dichtungen (I, 3 Bände, 1815–1818)
- Mathilde, Libretto für die Oper von August Mayer, 1818
- Neue Dramatische Dichtungen (II, 1818)
- Neue Erzählungen (3 Bände 1818–1820)
- Die Nebenbuhler (Roman, 2 Bände 1821)
- Prosaische Aufsätze (2 Bände, 1822)
- Dramatische Dichtungen (III, 3 Bände 1822)
- Ferdinand der Zweyte, König von Ungarn und Böhmen, Schauspiel in fünf Aufzügen, 1820
- Amalie von Mannsfeld, Schauspiel in drei Aufzügen, 1822
- Kleine Erzählungen (10 Bände, 1822–1828)
- Gedichte (II, 1822)
- Die Belagerung Wiens (3 Bände, 1824, Digitalisat)
- Die Schweden in Prag (3 Bände, 1827, Digitalisat)
- Die Wiedereroberung von Ofen (2 Bände, 1829, Digitalisat)
- Friedrich der Streitbare (4 Bände, 1831, Teil 1-2, Teil 3-4)
- Henriette von England, Gemahlin des Herzogs von Orleans (Novelle, 1832)
- Elisabeth von Guttenstein (Roman in 3 Bänden, 1835)
- Zerstreute Blätter aus meinem Schreibtische (1836)
- Zeitbilder (2 Bände, 1839/1841, Band 1)
- Denkwürdigkeiten aus meinem Leben (postum 1844 herausgegeben von Ferdinand Wolf, (Autobiografie in 4 Bände) Band 1). Band 1 Neu herausgegeben von Emil Karl Blümml, G. Müller,. München 1914. Neuausgabe Hofenberg, Berlin 2014, ISBN 978-3-8430-3976-5.
- Prosaische Aufsätze vermischten Inhalts, darin „Angelo Soliman“[11]

Die Ausgabe von Caroline Pichlers Sämtlichen Werken (1820/1845) umfasste 60 Bände. Im Jahre 1894 erschien in vier Bänden die Zusammenstellung Ausgewählte Erzählungen.